# بخش خنرال سن مارتین (سالتا)
بخش خنرال سن مارتین (به اسپانیایی: General San Martín Department) یک منطقهٔ مسکونی در آرژانتین است که در سالتا واقع شده‌است. بخش خنرال سن مارتین ۱۶٬۲۵۷ کیلومتر مربع مساحت و ۱۵۶٬۹۱۰ نفر جمعیت دارد.